# Beverly Cleary

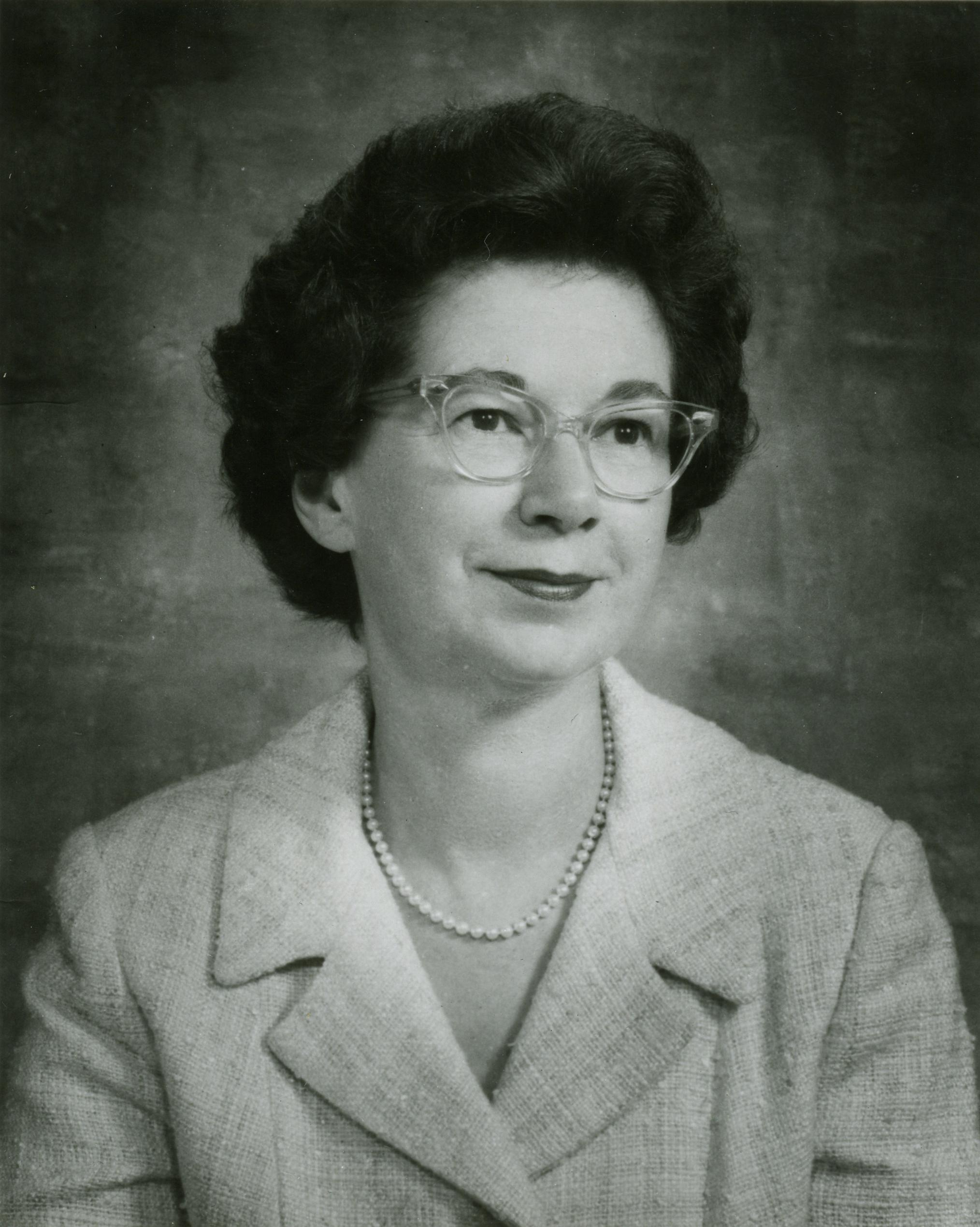
Beverly Cleary (1971)

Beverly Cleary, geborene Beverly Atlee Bunn (* 12. April 1916 in McMinnville, Oregon; † 25. März 2021 in Carmel-by-the-Sea, Kalifornien), war eine US-amerikanische Schriftstellerin von Kinder- und Jugendliteratur. Mit über 90 Millionen abgesetzten Büchern seit 1950 zählt sie zu den meistverkauften Autorinnen der USA.

## Leben und Werk
Cleary studierte in den späten 1930er-Jahren an der University of California (Berkeley) und anschließend an der University of Washington, wo sie sich auf Bibliothekswissenschaft spezialisierte. Um ihr Studium zu finanzieren, arbeitete sie als Dienstmädchen und Näherin. Cleary war nach Studienabschluss als Bibliothekarin in einer Kinderbuchbibliothek tätig. Ihr fiel auf, dass sich für junge Leser und Leserinnen oft keine Handlungen und Figuren fanden, mit denen sie sich in ihrer Lebensrealität identifizieren konnten, was ein Antrieb für ihr folgendes Werk als Kinderbuchautorin werden sollte.
Ihr erstes Buch Henry Huggins veröffentlichte sie im Jahr 1950. Dieses verkaufte sich gut und sie verfasste weitere Bücher über Henry Huggins und seinen Hund Ribsy. Sehr populär wurden auch ihre Buchreihen über die beiden Schwestern Ramona Quimby und Beezus Quimby sowie über Ralph S. Mouse, eine sprechende Maus. Ein großer Teil ihrer Bücher spielt in Nachbarschaften der Mittelklasse in Portland, Oregon, wo sie aufwuchs. Clearys eigene Kindheit dort inspirierte viele Elemente ihrer Bücher. Mit A Girl from Yamhill (1988) und My Own Two Feet (1995) veröffentlichte sie außerdem zwei autobiografische Bücher über ihr Leben bis zur Publikation ihres ersten Buches. Sie veröffentlichte insgesamt mehr als 40 Bücher; nach der Publikation von Ramona's World im Jahr 1999 zog sie sich in den Ruhestand zurück.
Clearys Werke wurden in über ein Dutzend Sprachen übersetzt. Wenngleich sie im deutschsprachigen Raum weniger bekannt ist, erschienen auch hier von den späten 1950er-Jahren bis in die 2000er-Jahre insgesamt 19 Übersetzungen ihrer Werke.
Cleary wurde vielfach gelobt, auch weil sie sich bereits Mitte des 20. Jahrhunderts einem emotionalen Realismus verschrieb, der in der damaligen amerikanischen Kinderliteratur eher selten war. Der Literaturhistoriker Leonard S. Marcus hob hervor, dass Cleary Kindern Einsicht und Mut hinsichtlich dessen gegeben habe, was sie vom Lesen erwarten sollten. Cleary habe nie zu Kindern „herabgeschrieben“ und lebensnahe Figuren entworfen, so die New York Times in ihrem Nachruf. Roger Sutton, der Chefredakteur des Horn Book Magazine, äußerte 2011 über sie: „Cleary ist witzig auf eine sehr intelligente Art. Sie kommt der Satire sehr nahe, weshalb, glaube ich, die Erwachsenen sie mögen, aber sie ist trotzdem immer noch sehr respektvoll ihren Figuren gegenüber – niemand lacht auf Kosten eines anderen.“ Pat Pflieger, eine Professorin für Kinderbuchliteratur, meinte 2006, dass Clearys Werk geblieben sei, da es von einem tiefen Verständnis für die Weltsicht von Kindern geprägt sei.
Von 1940 bis zu dessen Tod 2004 war sie mit Clarence Cleary verheiratet; sie wurden Eltern von Zwillingen. Cleary starb im März 2021 kurz vor ihrem 105. Geburtstag im kalifornischen Carmel-by-the-Sea, wo sie ab den 1960er-Jahren gelebt hatte.

## Auszeichnungen

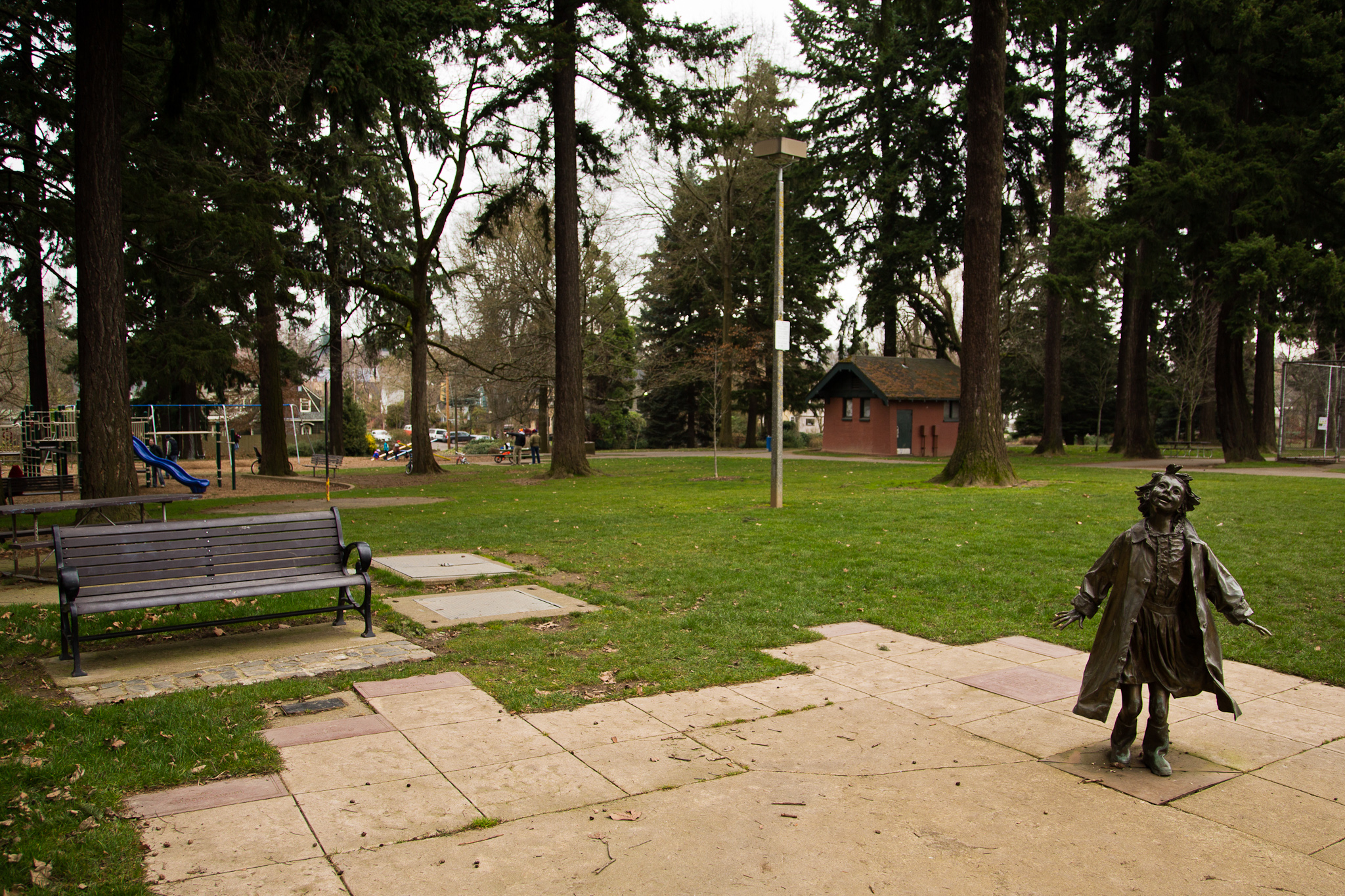
Statue ihrer Figur der Ramona Quimby im Grant Park in Portland

1981 wurde Cleary mit dem National Book Award in der Kategorie Kinderbuch für ihr Buch Ramona and Her Mother ausgezeichnet, drei Jahre später erhielt sie die Newbery Medal für Dear Mr. Henshaw. Für ihr Lebenswerk wurde sie mit bedeutenden Auszeichnungen wie der National Medal of Arts (2003), dem Living Legend-Preis der Library of Congress (2000) und dem Children’s Literature Legacy Award (1975) versehen. Als erste Kinderbuchautorin überhaupt erhielt sie 2010 den Los Angeles Times Book Prize in der Kategorie Robert Kirsch Award.
In Portland wurde die Beverly Cleary School nach ihr benannt, außerdem sind im dortigen Grant Park – in dessen Nähe viele ihrer Geschichten spielen – seit 1995 einige ihrer bekanntesten Figuren als Statuen aufgestellt. An der Berkeley-Universität ist ein Gebäude nach ihr benannt, an ihrer anderen Universität in Washington eine Professur.

## Verfilmungen
1988 erschien basierend auf Clearys Ramona-Büchern die kanadische Fernsehserie Ramona mit Sarah Polley in der Titelrolle. Eine Verfilmung ihrer Ramona-Werke kam 2010 als Schwesterherzen – Ramonas wilde Welt (Ramona and Beezus) mit Joey King und Selena Gomez in den Hauptrollen in die Kinos.
Anlässlich ihres 100. Geburtstages entstand der halbstündige Dokumentarfilm Discovering Beverly Cleary, in dem Cleary auch selbst zu Wort kam.

## Werke auf Deutsch
- Mit Fünfzehn, 1959
- Henry Huggins, 1969
- Mäuserich Ralf haut ab, 1970
- Henry und sein Fahrrad, 1970
- Die Maus und das Motorrad, 1971
- Stummelschwanz und lange Ohren, 1972
- Meine Schwester, das Biest, 1973
- Renate, die Landplage, 1974
- Immer dieser Ferdinand! Eine lustige Hundegeschichte, 1974
- Renate fällt etwas ein, 1979
- Im Schlafanzug in die Schule, 1982
- Ruf doch an, Papa!, 1986
- Ramona, 1989 / 2000 / 2003
- Ramona hilft Papa, 2000
- Ramona oder eine wirklich nette Familie, 2001
- Ramona liebt Mama – meistens, 2001
- Ramona und das neue Baby, 2002
- Bisus und Ramona, 2002
- Und mittendrin Ramona, 2004